# Alix de Valois
Adelaide de Valois o Alix de Valois (Adelaida de Crépy o Alix de Crépy) fou la filla de Raül IV de Valois, comte de Valois i III de Vexin i Amiens; i comte de Vexin, i d'Amiens.
Es va casar cap a 1060 amb Heribert IV de Vermandois (1032 † 1080), comte de Vermandois, amb qui va tenir:
- Eudes, dit l'Insensat, mort després de 1045, qui fou desheretat pel seu pare per ser dèbil d'esperit (potser una mica retardat).
- Adelaide (vers 1062 † 1122), casada vers el 1080 amb Hug I el Gran (vers 1057 † 1102), comte de Vermandois i de Valois, fill d'Enric I, rei de França, i d'Anna de Kíev.

El 1077, el seu germà Simó de Vexin (Simó de Valois) va renunciar als seus feus per entrar en religió. Els seus béns van ser repartits entre el rei de França, el bisbe d'Amiens i Heribert IV. Aquest darrer va adquirir el comtat de Valois, que Simó va cedir a la seva germana; i, a través d'ella o per retrocessió directa, el comtat de Montdidier i la senyoria de Péronne.